# Байоки Тауър II
Байоки Тауър II е небостъргач с височина 328 метра (вкл. антената), разположен в центъра на район „Рачатеви“ (Ratchathewi), Банкок, Тайланд. Той е най-високото здание в страната.
В зданието е разположен луксозният хотел „Байоки Скай Хотел“, заемащ пространството между 22-ри и 74-ти етаж, с общо 673 стаи, подреждайки го на трето място в класацията на най-високите хотели в света.
Строителството на сградата завършва през 1977, а антената е добавена през 1999 г.
На последния етаж е разположена въртяща се площадка, даваща 360° видимост.

## Интересни факти
- През януари 2002 г., 5 норвежки парашутисти поставят световен рекорд по бейс джъмпинг, скачайки от 81-вия етаж и приземявайки се на покрива на близкия хотел „Индра“.
- Височината на небостъргача е 309 метра или примерно 182 души, стоящи един върху друг.
- Първият и последният етаж се разделят от 2060 стъпала.
- Зданието има 1740 стъкла – достатъчно да се остъклят 200 2-етажни къщи.
- Основите на небостъргача навлизат на 65 метра в земята – примерно колкото 22-етажно здание.
- Общата площ на зданието е 179 400 м² (30 футболни игрища).